# Jan Belcik
Jan Belcik (ur. 25 października 1960 w Dukli) – polski poeta. Mieszka w Krośnie.

## Życiorys
Debiutował w 1985 roku w almanachu Klubu Literackiego „Połoniny” w Sanoku, dwa lata później w ogólnopolskim miesięczniku społeczno-literackim „Okolice”. Jest laureatem wielu ogólnopolskich konkursów literackich. Swoje wiersze ogłaszał m.in. w "Tygodniku Kulturalnym", "Frazie", "Nowej Okolicy Poetów", "Toposie", prasie regionalnej, Polskim Radiu oraz w almanachach poetyckich. Jego poezja była tłumaczona na język węgierski, serbski i słowacki.

## Odbiór twórczości
Stanisław Dłuski („Nowa Okolica Poetów”, nr 9/2002) tak pisze o jego poezji:

Liryzm Belcika nie jest wolny od ironii, autoironii, szczypty humoru, Norwidowskiego przemilczenia, stoicyzmu, które pozwalają z dystansem popatrzeć na ten „kosmos rozterek”. Liryczny stoik o wrażliwości ekologicznej i ewangelicznej – to chyba najlepsza formuła dla opisania postawy poetyckiej autora… Negacja, poczucie braku, „życie we mgle” nie są tu źródłem bezwyjściowej rozpaczy, są raczej wyzwaniem i wezwaniem do poszukiwania ładu, stawiania niepokojących pytań, czuwania na granicy nazywalnego i nienazywalnego. Belcik wybiera – że przywołam słowa Keatsa – „trwanie wśród zwątpień i tajemnic”. W świecie „poetyckich hunwejbinów” – skromność i artystyczny maksymalizm poety z Krosna są godne zauważenia.

## Twórczość
- W cieniu Cergowej, red. wydania Władysław Biszewski, Fundacja A. Domagały-Jakuć, Łódź 1989[11]
- Fotografie (nie)przypadkowe, red. Jan Tulik, Oficyna Wydawnicza Kalliope, Krosno 1995[12]
- Incognito, red. Andrzej Szwast, Wydawnictwo Nonparel, Krosno 2001[13]
- Złoto aszu, na jęz. węg. tłum. Istvan Kovacs, Gabor Zsille, Stowarzyszenie Portius, Krosno 2003[14] (wspólnie z Januszem Szuberem, Janem Tulikiem i Wacławem Turkiem)
- Inne cienie, posłowie Zofia Bartecka, red. Jan Tulik, Com-druk Robert Lula, Krosno 2009[15]
- Drugi brzeg, Biblioteka „Nowej Okolicy Poetów”, t. 26, Podkarpacki Instytut Książki i Marketingu, Rzeszów 2012[16]
- Cienie Getsemani, Biblioteka „Frazy", Rzeszów 2017
- Jeszcze inne cienie, Stowarzyszenie Miłośników Ziemi Krośnieńskiej, Krosno 2022

## Nagrody
- I nagroda, III Konkurs Literacki „Ocalenie”, Kołobrzeg, 1993
- I nagroda, XI Nadnyskie Spotkania Literackie, Zgorzelec, 2002[17]
- II nagroda, Krosno ’89, Klub Międzynarodowej Prasy i Książki, 1989[18]
- III nagroda, III Konkurs Literacki „Ocalenie”, Kołobrzeg, 1993
- Wyróżnienie, Ogólnopolski Konkurs Poetycki im. Haliny Poświatowskiej, Częstochowa, 1988[19]
- Wyróżnienie, Turniej Jednego Wiersza, Wałbrzych, 1988[20]
- Wyróżnienie, Konkurs Literacki „O lampę Łukasiewicza”, Krosno, 1988
- Wyróżnienie, VI Ogólnopolski Konkurs Poetycki „O laur Tarnowskiej Starówki”, Tarnów, 1991[21]
- Wyróżnienie, VIII Ogólnopolski Konkurs Jednego Wiersza „O laur Tarnowskiej Starówki”, Tarnów, 1993[22]
- Wyróżnienie, Międzynarodowy Konkurs Poezji „Szukamy Talentów Wsi”, Wąglany-Białaczów, 1994[23]
- Wyróżnienie, Konkurs Poezji i Prozy „O Złoty Kałamarz i Złamane Pióro”, Kraków, 2002[24]